# Eunicella lata
Eunicella lata är en korallart som beskrevs av Kükenthal 1917. Eunicella lata ingår i släktet Eunicella och familjen Gorgoniidae. Inga underarter finns listade i Catalogue of Life.